# الحركة التركية الوطنية (ميليشيا)
الحركة التركية الوطنية (التركية العثمانية: قواى مليه؛ تترجم حرفيا. "القوات الوطنية" أو "القوات القومية") كانت قوات ميليشيا تركية غير نظامية نشطة في الفترة المبكرة من حرب الاستقلال التركية. نشأت هذه القوات غير النظامية بعد احتلال قوات الحلفاء بموجب هدنة مودروس أجزاءً من تركيا. وفي وقت لاحق، دُمجَت الحركة في الجيش النظامي التابع للجمعية الوطنية الكبرى. يطلق بعض المؤرخين على هذه الفترة (1918-1920) من حرب الاستقلال التركية اسم "مرحلة القوة الملية".

## المتمردون
رفضت بعض مجموعات الحركة التركية الوطنية، وأبرزها الجناح الأخضَر [الإنجليزية] التابع سرقيس عثيم [الإنجليزية]، حل قواته وتمردت ضد حكومة أنقرة. هزم جيش حكومة الوفاق الوطني كل من الجيش اليوناني وقوات المتمردين في نهاية حرب الاستقلال التركية.

## طالع أيضًا
- تنظيم قوى انضباطية

## روابط خارجية
- Kasalak، Kadir (نوفمبر 1998)، Kuva-yı Milliye'nin Askeri Açıdan Etüdü، Atatürk Araştirma Merkezi Dergisi، ج. XIV، مؤرشف من الأصل في 2012-03-27, Türkiye Cumhuriyeti'nin 75. Yılı Özel Sayısı.